# Igreja de Santa Maria (Carlton)
A Igreja de Santa Maria é uma igreja listada como Grau I em Carlton, Bedfordshire, na Inglaterra.